# Lepanthes actias-luna
Lepanthes actias-luna là một loài thực vật có hoa trong họ Lan. Loài này được Luer & Hirtz mô tả khoa học đầu tiên năm 1987.